# شکارچیان (فیلم ۱۹۷۷)
شکارچیان (یونانی: Οι Κυνηγοί) فیلمی به کارگردانی تئو آنگلوپولوس است که در سال ۱۹۷۷ منتشر شد.